# Saint-Pierre, Firminy
Saint-Pierre är en byggnad i staden Firminy i departementet Loire i Frankrike. Byggnaden, som är utförd helt i betong, ritades 1960 av Le Corbusier, men började inte byggas förrän efter hans död 1971. 1975 avbröts bygget på grund av lokala politiska konflikter och återupptogs inte förrän 2003. I slutet av 2006 invigdes byggnaden slutligen, 41 år efter Le Corbusiers död. 
Saint-Pierre ritades i samband med stadsplaneringen av mönsterstadsdelen Firminy Vert som en kyrkobyggnad, men används idag som ett profant, kulturellt centrum. Le Corbusier ritade också en så kallad Unité d'Habitation (bostadshus), ett kultur-/ungdomshus och ett stadion i Firminy.